# Heteronyx hirsutus
Heteronyx hirsutus är en skalbaggsart som beskrevs av Blackburn 1910. Heteronyx hirsutus ingår i släktet Heteronyx och familjen Melolonthidae. Inga underarter finns listade i Catalogue of Life.